# Gruta do Cerro III
A Gruta do Cerro III é uma gruta portuguesa localizada na freguesia dos Altares, concelho de Angra do Heroísmo, ilha Terceira, arquipélago dos Açores.
Esta cavidade apresenta uma geomorfologia de origem vulcânica em forma de tubo de lava localizado em planalto.
Este acidente geológico apresenta um comprimento de 139 m.